# Marienkapelle (Buchhof)

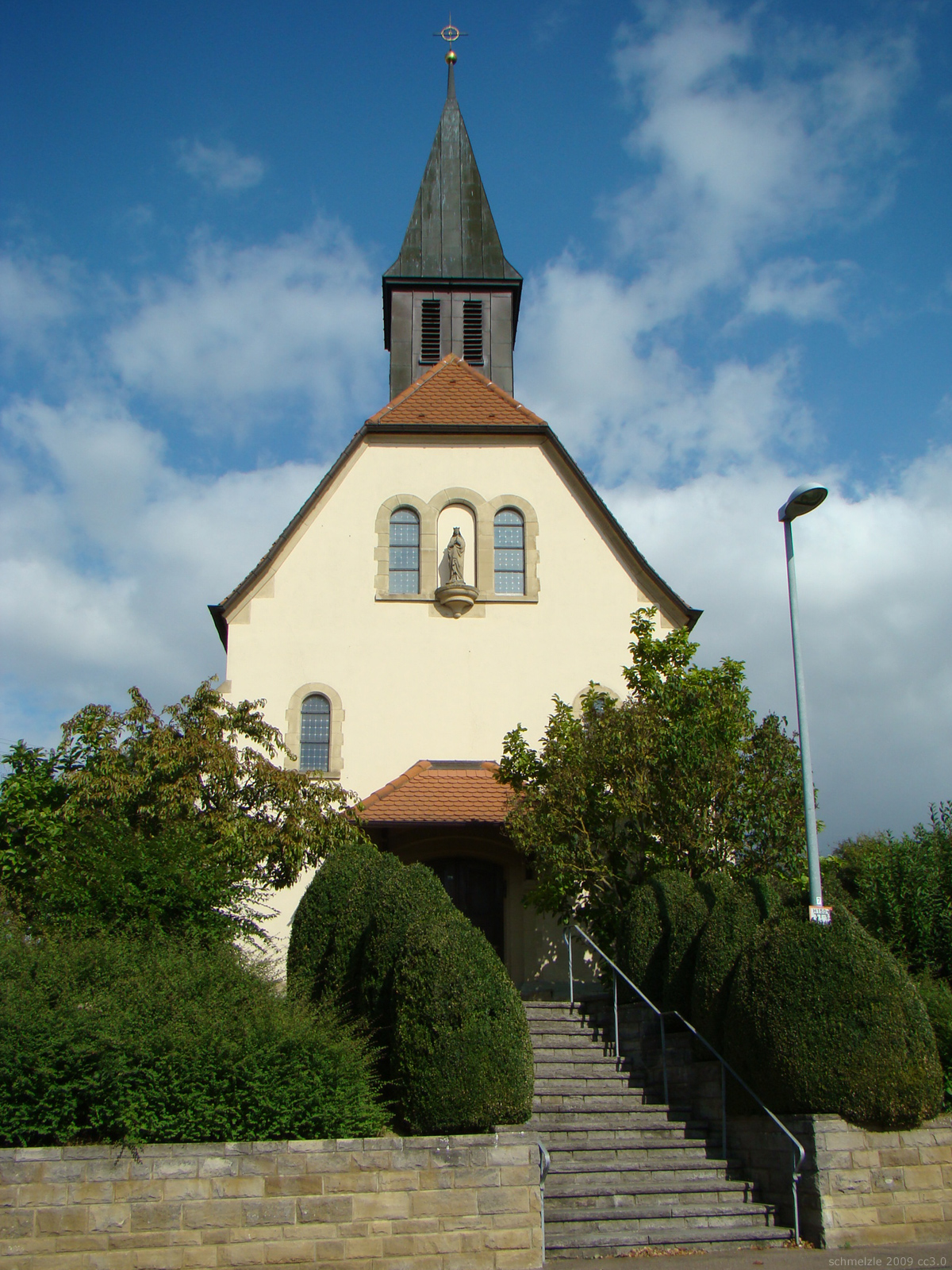
Marienkapelle im Buchhof bei Stein am Kocher

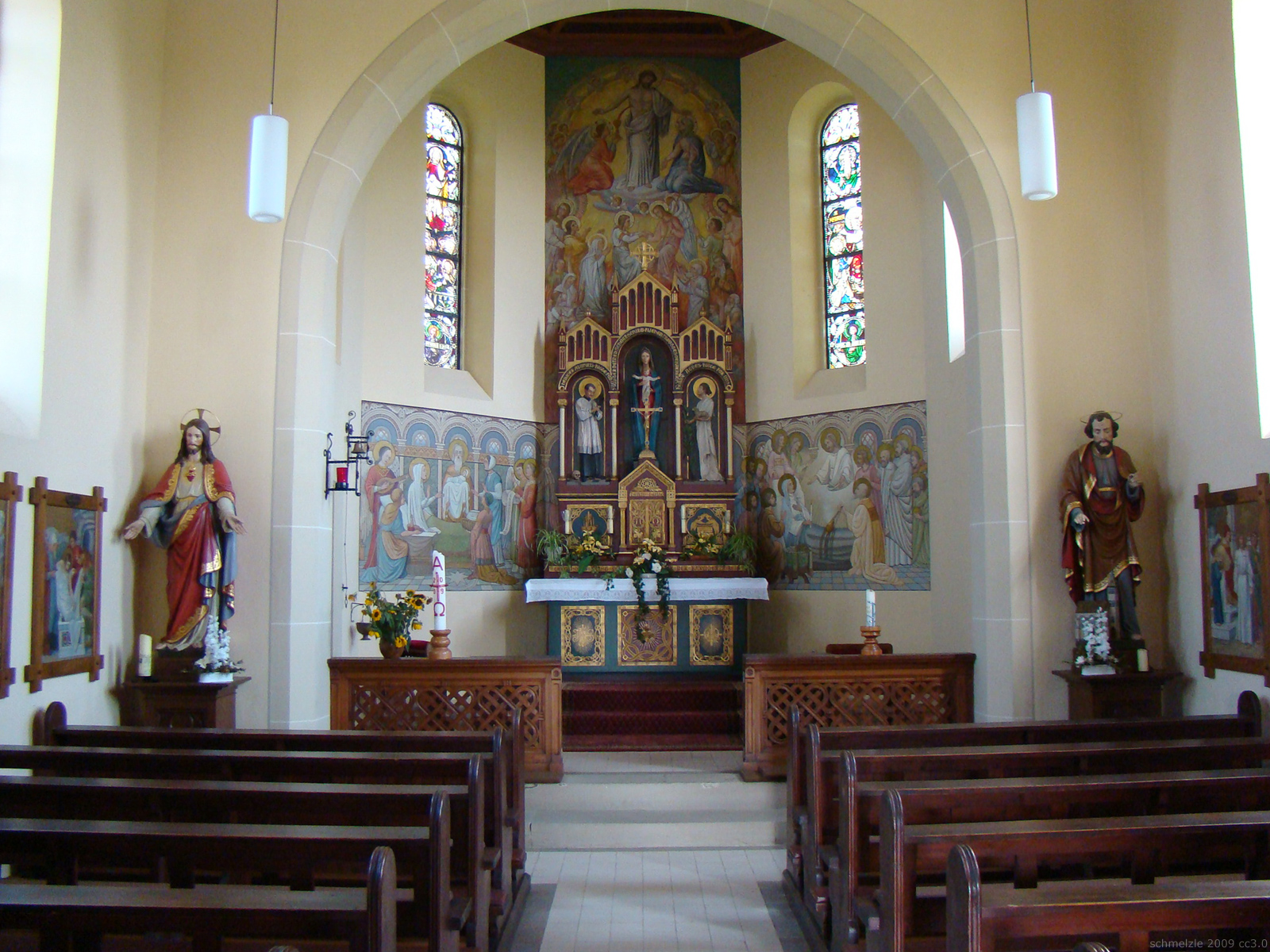
Innenansicht

Die Marienkapelle im Buchhof bei Stein am Kocher, einem Stadtteil von Neuenstadt am Kocher im Landkreis Heilbronn im nördlichen Baden-Württemberg, wurde 1909/10 errichtet.
Die Kapelle wurde von Buchhöfer Bauern gestiftet und der Aufnahme Mariens in den Himmel geweiht. Die von Anton Glasen ausgemalte Kapelle wurde 1945 schwer beschädigt und in den Jahren 1952 bis 1974 restauriert. Von der Ausmalung ist nur noch die Ausmalung des Chorbereichs erhalten, die Malerei erstreckte sich ursprünglich auch über den Chorbogen, die Wände links und rechts des Chorbogens sowie die Seitenwände der Kirche. Die Seitenwände werden inzwischen von einer 14-teiligen Kreuzwegstation geschmückt.
Der Chor der Kapelle ist nach Norden ausgerichtet. Der Zugang zur Kapelle erfolgt durch eine von einem Vordach geschützte Tür in der südlichen Giebelseite. An der Südwand ist innen eine hölzerne Empore eingezogen, außen an der Südfassade nennt ein Inschriftenstein das Jahr des Baubeginns. Das Kircheninnere ist von einer flachen bemalten Holzdecke überspannt. Die Kapelle weist einen Dachreiter auf, nach Westen ist eine Sakristei angebaut.